# Didier Ovono
Didier Janvier Ovono Ebang (Port-Gentil, 23 gennaio 1983) è un calciatore gabonese, portiere dell'Olympique Saumur.
È primatista di presenze con la nazionale gabonese.

## Carriera
Nel 2008, ha vinto il campionato georgiano con la Dinamo Tbilisi. Il 22 giugno 2009 si è trasferito al Le Mans in Ligue 1, dove gli è stato dato un contratto di un anno, fino al 3 giugno 2012. Ha giocato in Coppa d'Africa 2010 per il Gabon, di cui è protagonista di una straordinaria performance e ha dato un contributo chiave nella gara di apertura contro il Camerun, vinta dalle pantere.

## Palmarès

### Club

#### Competizioni nazionali
- Campionato georgiano: 1

Dinamo Tbilisi: 2007-2008
- Coppa di Georgia: 1

Dinamo Tbilisi: 2008-2009